# Licuala corneri
Licuala corneri es una especie de la familia de las arecáceas. Es originaria de la Península Malaya donde se encuentra en Terengganu.

## Taxonomía
Licuala corneri fue descrita por Caetano Xavier Furtado y publicado en Gardens' Bulletin, Straits Settlements 11: 47. 1940.
Etimología
Licuala: nombre genérico que procede de la latinización del nombre vernáculo, leko wala, supuestamente utilizado para Licuala spinosa en Makassar, Célebes.
corneri: epíteto otorgado en honor del botánico inglés Edred John Henry Corner.